# Bulbophyllum mucronifolium
Bulbophyllum mucronifolium là một loài phong lan thuộc chi Bulbophyllum.